# يوميات أبو عنتر (مسلسل)
يوميات أبو عنتر، هو مسلسل سوري كوميدي من إخراج نبيل شمس وممدوح توتنجي، ومن تأليف عادل أبو شنب، بطولة تيسير إدريس وعصام عبه جي وإيمان الغوري وبشار إسماعيل، ناجي جبر، وفاء موصللي.

## طاقم العمل

### تمثيل
- ناجي جبر.
- وفاء موصللي.
- تيسير إدريس.
- عصام عبه جي.
- إيمان الغوري.
- بشار إسماعيل.
- أمانة والي.
- أندريه سكاف.
- رياض شحرور.
- مرام نور.
- فراس حسن.
- أسامة شقير.
- نجاح حفيظ.
- سعاد نصر.
- صباح السالم.
- فائق عرقسوسي.
- رامز عطا الله.
- عباس الحاوي.
- محمد خرماشو.
- هيفاء واصف.
- مظهر جليلاتي.
- فدوى سليمان.
- قمر مرتضى.
- ظفيرة قطان.
- فيصل عبد المجيد.
- بهاء البلخي.
- مازن لطفي.
- نبيل زيدان.
- طالب عزيزي.
- نضال حمادي.
- داوود الشامي.
- زهير دعبول.
- فؤاد سرايجي.
- نبيل نعمة.

### إخراج
- نبيل شمس.
- ممدوح توتنجي.
- عمار رضوان.